# Danny Losito
Danny Losito, pseudonimo di Donato Losito (Gioia del Colle, 8 aprile 1965), è un cantante e disc jockey italiano.
È un membro dei Double Dee.

## Biografia
Nel 1990, insieme a Davide Domenella, fonda i Double Dee, mentre nel 1996 fonda il gruppo Kaìgo in collaborazione con Gianluca Mosole.
Partecipa al Festival di Sanremo 2004 insieme alle Las Ketchup con il brano Single; il brano risulta essere il 20º, cioè il terzultimo della manifestazione.
Nel 2005 ha partecipato alla seconda edizione reality show Music Farm, condotto da Simona Ventura.
Nel 2013 partecipa al programma The Voice of Italy su Rai 2, ed entra con un consenso di tre coach su quattro, nella squadra di Piero Pelù. Viene eliminato alla decima puntata.
Nel 2021 collabora con Paolo Visnadi, sotto lo pseudonimo Songfactory, al singolo I'm on Fire con il featuring di Den Harrow.
Nel 2025 collabora con Annalisa Minetti con cui duetta nel singolo Come il Jazz.

## Discografia

### Solista
- 2003 - Ancora musica
- 2004 - Single
- 2005 - Un'altra come te
- 2006 - Più vicino
- 2007 - Che felicità
- 2008 - Tu
- 2021 - I'm on fire (con Paolo Visnadi sotto lo pseudonimo Songfactory) feat. Den Harrow.

### Collaborazioni
- 2025 - Come il Jazz con Annalisa Minetti (singolo)